# 佐藤龍雄 (実業家)
佐藤 龍雄（さとう たつお 、1946年8月10日 - ）は、日本の実業家。東日本高速道路代表取締役会長兼社長を務めた。

## 人物・経歴
1969年慶應義塾大学経済学部卒業、昭和電工入社。石油化学総括部長、参与総合企画部長等を経て、2001年取締役兼執行役員戦略企画室長に昇格。2002年常務取締役兼常務執行役員戦略企画室長。 2007年専務取締役兼専務執行役員アルミニウム事業部門長。2009年常任顧問。2010年から東日本高速道路代表取締役会長兼社長を務め、サービスエリアで「旅のドラマ」感じられるような「ドラマチックエリア」の開設を進めるなどした。